# Transferência de zona DNS
A transferência de zona DNS, às vezes também conhecida pelo tipo de consulta DNS indutor AXFR, é um tipo de transação de DNS. É um dos muitos mecanismos disponíveis para os administradores replicarem bancos de dados DNS em um conjunto de servidores DNS. Uma transferência de zona usa o TCP para transporte e assume a forma de uma transação cliente-servidor.
O cliente solicitando uma transferência de zona pode ser um servidor slave ou servidor secundário, solicitando dados de um servidor mestre, às vezes chamado de servidor principal. A parte do banco de dados que é replicada é uma zona.